# King, Queen, Joker
King, Queen, Joker er en amerikansk stumfilm fra 1921 af Sydney Chaplin.

## Medvirkende
- Sydney Chaplin
- Lottie MacPherson